# Isis Lock

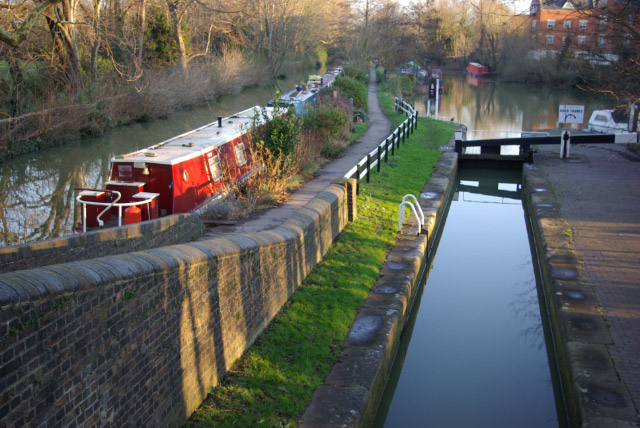
Das Isis Lock mit dem Oxford-Kanal links und dem Castle Mill Stream rechts im Bild

Das Isis Lock (auch als Louse Lock bekannt) ist eine Schleuse, die den Oxford-Kanal und den Castle Mill Stream in Oxford, England miteinander verbindet.

## Lage
Das Isis Lock liegt unmittelbar nördlich der Einmündung des Sheepwash Channel in den Castle Mill Stream („Castle Mill Stream Junction“). Der Sheepwash Channel stellt eine Verbindung zur Themse im Westen her. Westlich der Schleuse verlaufen die Rewley Road sowie die Eisenbahnlinien der Cherwell Valley Line und Cotswold Line nördlich des Bahnhofs von Oxford. Östlich des Oxford Canal liegt das Worcester College, eines der Colleges der University of Oxford.

## Geschichte
Der Oxford Canal und der Sheepwash Channel wurden ursprünglich durch eine Stauschleuse an der Hythe Bridge miteinander verbunden. 1795 bis 1797 ersetzte Daniel Harris diese durch das Isis Lock, eine Schleuse, die groß genug war, um Thames Barges den Zugang zu den Kaianlagen der Oxford Canal Company’s in der Worcester Street zu ermöglichen. Diese wurde 1844 zu einer Schleuse für Narrowboats umgebaut.